# Pietro Siciliani
Pietro Siciliani, född den 19 september 1832, död den 28 december 1885, var en italiensk positivistisk filosof.

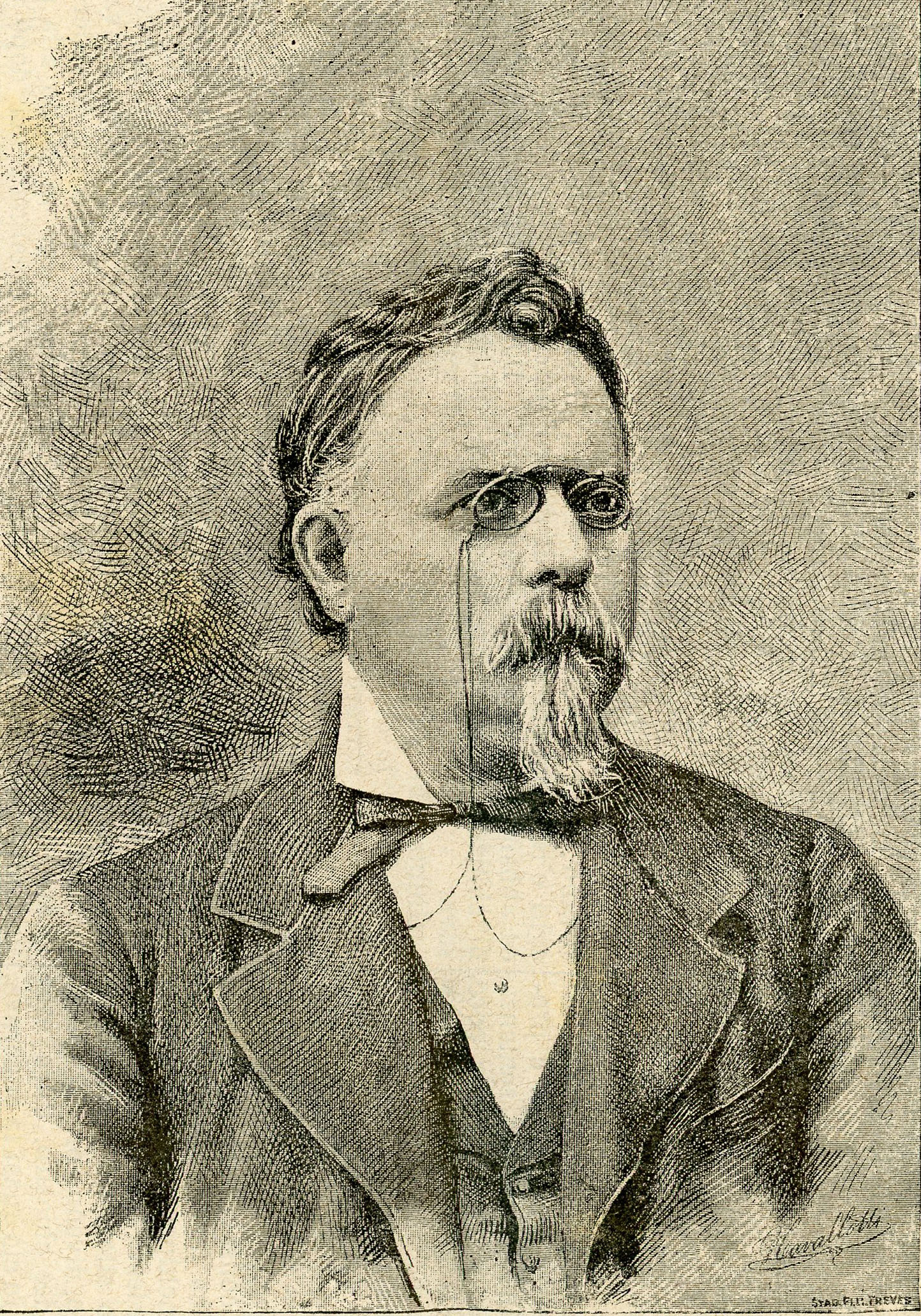
Pietro Siciliani

Siciliani var professor i Bologna och skrev bland annat Della statistica e del metodo numerico (1861), Della legge storica e del movimento filosofico e politico del pensiero italiano (1862), Del rinnovamento della filosofia positiva italiana (1871), Proleçomeni alla moderna psicogenia (1878), Socialismo, darwinismo e sociologia moderna (1879) och La nuova biologia (1885).